# Махновка (Кременчугский район)
Махновка (укр. Махнівка) — село,
Саловский сельский совет,
Кременчугский район,
Полтавская область,
Украина.
Код КОАТУУ — 5322485605. Население по переписи 2001 года составляло 81 человек.

## Географическое положение
Село Махновка находится в 1 км от правого берега реки Сухой Кобелячек, в 0,5 км от села Петрашовка. К селу примыкают большие отстойники (~1200 га).

## История
Есть на карте 1869 года.
В 1911 году на хуторе Махновка жило 190 человек.